# La grande rinuncia
La grande rinuncia è un film del 1951 diretto da Aldo Vergano, tratto dal dramma teatrale Suor Teresa di Luigi Camoletti.
Il film venne editato anche con il titolo della pièce teatrale da cui è tratto.

## Trama
L'ufficiale francese Gustavo Larange, si ferisce gravemente durante una missione segreta in Spagna. Viene curato da un medico spagnolo, che non sa nulla sull'identità di Larange. Larange in questo frangente, si innamora di Elisabetta, figlia del medico. Il medico, in seguito ad un attacco ai danni delle truppe francesi, viene arrestato insieme ad altri patrioti e condannati ai lavori forzati. Nascerà una bimba, Guglielmina, che è il frutto dell'amore Tra Larange ed Elisabetta. Anni dopo, oramai cresciuta, la giovane, disperata per un amore impossibile, entra in convento.

## Produzione
Il film rientra nel filone drammatico-sentimentale, comunemente detto strappalacrime (e poi ribattezzato dalla critica come neorealismo d'appendice) tanto in voga tra il pubblico italiano in quel periodo.

## Distribuzione
Il film fu distribuito nelle sale cinematografiche italiane il 1º settembre del 1951.